# 양징위 (군인)
양징위(楊靖宇, 1905년 2월 13일 ~ 1940년 2월 23일)는 본명이 마상더이며, 중공 군사령관이자 정치지도원으로, 중일 전쟁 기간 동안 동북항일연군 제1방면군을 이끌었다. 그의 군대는 만주국 (만주)에서 저항을 진압하려던 일본군에 대항하여 게릴라전을 벌였다.

## 초기 삶

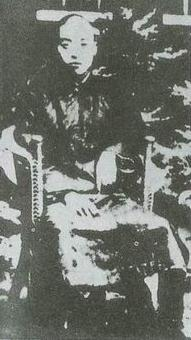
1926년 취산현 자택의 양징위.

양징위는 허난성 취산현 (오늘날 주마뎬시의 교외)의 현지 농민 가정에서 마상더로 태어났으며, 후이족 출신이자 무슬림이었다. 그는 마을의 사립학교에서 전통 교육을 받았고, 취산현의 학교에서는 현대 교육을 받았다. 양징위는 신해혁명 이후 중국의 군벌주의에 실망한 후 신문화운동의 영향을 받았다. 그는 당시 허난성의 수도였던 카이펑시에서 대학에 다녔다. 1925년, 그는 고등 교육을 받으면서 중국공산주의청년단에 가입했고, 이어서 중국공산당 당원이 되었다. 추수 봉기 이후 그는 취산현에서 지역 농민들을 혁명 무장 부대로 조직했다. 나중에 그는 신양시, 카이펑시, 뤄양시에서 다른 지하 공작을 수행했다.
1929년, 그는 둥베이로 파견되어 중국공산당 푸순시 특수지부 서기로 근무했다. 일본군과 그 후 장쉐량 정권에 의해 투옥되었으나, 만주사변 이후 혼란 속에서 구출되었다. 감옥에서 구출된 후, 그는 하얼빈 지구 당 위원회 서기, 시 당 위원회 서기, 만주 대리 성 당 위원회 서기 등 중앙 군사 위원회의 지도직을 연이어 역임했다.
1932년, 그는 게릴라 부대인 중국 노동자 및 농민 홍군 32군을 창설하고, 지린성의 판스시를 자신의 게릴라 기지로 삼았다.
1933년 9월, 그는 동북인민혁명군 제1군 독립사단의 총사령관 겸 정치 지도원으로 임명되었다. 1934년, 독립사단은 동북인민혁명군 제1군으로 재편되었고, 양징위는 군의 총사령관이자 항일연합군 사령부의 사령관이 되었다.
1936년 2월, 양징위는 동북항일연군 제1군 사령관 겸 정치 지도원으로 임명되었고, 6월에는 동북항일연군 제1방면군 총사령관 겸 정치 지도원에 임명되었다. 저우바오중은 제2방면군을, 리자오린은 제3방면군을 지휘했다. 이 군대는 일본 침략에 저항하려는 모든 이들에게 개방되었으며, 다른 모든 항일 세력과의 동맹 의사를 밝혔다. 이 정책은 이전의 구국군 부대를 포함한 일부 산림대를 설득하는 데 성공했다. 루거우차오 사건 이후 많은 만주국 군인들이 항일군으로 탈영했다.

## 저항
동북항일연군은 특히 1936년과 1937년 동안 만주국 정권과 일본 식민 통치의 안정성을 위협하는 장기적인 캠페인을 수행했다. 1937년 초에는 세 군단에 열한 개의 부대가 포함되었고, 일본의 추정으로는 약 20,000명의 병력이 있었다. 전면적인 재래전을 수행할 병력과 군수물자가 부족했기 때문에, 군대의 전략은 주로 점령 지역에 저항 거점을 형성하여 일본군을 괴롭히고 지역 행정 시도를 방해하며, 일본의 중국 본토 진출이나 소련과의 국경 충돌인 장고봉 전투 (1938) 및 할힌골 전투 (1939) 이후 자원을 다른 곳으로 돌리게 하기 위한 소규모 기습 공격을 개시하는 것이었다.
양징위는 두 차례 서쪽으로 진군하여 랴오닝성의 톄링시와 푸순시에 이르는 일본의 보급선을 위협했다. 1938년 하반기부터 일본은 양징위의 군대를 포위하기 위해 만주국에 대규모 병력을 집중시켰고, 그의 머리에 10,000위안의 현상금을 걸었다. 1938년 9월까지 일본은 항일군 병력이 10,000명으로 줄어들었다고 추정했다.
1940년까지 전쟁은 스테일메이트 상태에 접어들었지만, 일본은 만주 해안 지역 대부분과 철도변의 개활지를 점령한 반면, 소규모 중국 게릴라 부대는 산과 숲에서 끈질기게 싸웠다. 그러자 관동군은 "치안 유지 및 항일 세력 소탕" 계획을 가지고 동북 지역에 증원군을 투입했다. 그들은 연합군 부대에 대한 보급선을 차단했지만, 중국 병사들은 인내심을 가지고 계속해서 공격을 감행하여 적군이 주요 병력을 중국군에 대한 징벌적 원정에서 돌리도록 강요했다.

## 최후의 저항
양징위는 보급품이 심각하게 부족함에도 불구하고 지린성에서 40여 차례의 교전을 이끌었다. 이에 일본군은 농촌 수확물을 약탈하고, 마을에서 식량을 압수하며, 민간인들을 "합법적인 정착촌"으로 강제 이주시킴으로써 저항 세력의 보급 수단을 박탈하기 위한 초토화 전략을 펼쳤다. 대규모 친일 순찰대도 게릴라에게 소모전을 가하기 위해 자주 배치되었다.
양징위와 그의 부하들은 1940년 1월부터 2월 중순까지 4만 명의 일본군에 의해 겹겹이 포위되었다. 절박한 상황에 직면하여 그는 병력을 소규모 부대로 분산시켜 포위망을 돌파하도록 조직했다. 그의 60명 부대는 2월 18일 한 참모의 배신으로 일본군에게 노출되었다. 그의 마지막 두 병사마저 사망한 후, 양징위는 혼자서 5일 더 싸웠다. 그는 결국 멍장현(蒙江县)의 작은 숲에서 일본군과 친일군 연합 대규모 병력에 의해 궁지에 몰렸고, 기관총의 여러 발에 맞아 치열한 전투 중에 사망했다. 일본군 병사들은 양징위의 명성 높은 사격술을 이전 만남에서 두려워하여, 그의 사망 후 한동안 그의 시신에 접근하기를 거부했다고 보도되었다.
양징위의 끈기(그는 6일 이상 먹지 못했다)의 근원을 이해할 수 없었던 일본군은 양징위의 머리를 자르고 보존한 후 검시를 명령했다. 그들이 양징위의 위를 갈랐을 때, 그들은 나무껍질, 면섬유 솜, 그리고 풀 뿌리들만 발견했으며, 쌀 한 톨도 없었다. 현장에 있던 일본군 사령관 기시타니 류이치로 (岸谷隆一郎)는 그 사실에 너무나 충격을 받아 "말을 잃었고, 다음 날 하루 만에 매우 늙어 보였다."고 한다. 기시타니는 일본 패전 후 할복했지만, 유언장에 "폐하께서 이 전쟁을 시작하신 것이 틀렸을 수도 있다. 중국에는 양징위 같은 강철 같은 병사들이 있으니, 중국은 함락되지 않을 것이다."라고 썼다.

## 양징위 사망 후
일본군은 처음에는 양징위의 목 없는 시신을 야생에 아무렇게나 묻었다. 당시 이 지역 일본군 사령관 노조에 쇼토쿠 장군(野副昌德)이 악몽에 시달리며 양징위의 유령을 두려워한다는 소문이 돌았다. 당황한 기시타니는 부하들에게 시신을 적절히 재매장하고 완전한 묘지 의식과 군사적 예우를 갖추어, 적군임에도 불구하고 "진정한 전사"로서 양징위를 기리라고 명령했다.
양징위의 죽음은 남은 그의 부하들에게 큰 타격이었고, 그들은 슬픔을 분노로 바꾸었다. 다음 몇 달 동안 일본군은 공격을 강화하여 양징위의 많은 추종자들을 만주나 소련의 극동 지역의 고립된 지역으로 내몰았다.
제2차 세계 대전 종전 후, 양징위의 절단된 머리는 공산군에 의해 회수되어 그의 몸과 다시 합쳐졌고, 완전한 군사 예우를 갖추어 재매장되었다. 멍장현은 그의 기억을 기리기 위해 징위현으로 개명되었다.
1981년, 양징위의 고향인 주마뎬시에 양징위 기념관 (중국어: 杨靖宇纪念馆)이 설립되었다.